# Старе-Ґайдзє
Старе-Ґайдзє (пол. Stare Gajdzie, нім. Alt Ballupönen, 1938-1945 Schanzenhöh) — село у Ґолдапському повіті Вармінсько-Мазурського воєводства. Адміністративно підпорядковане ґміні Бане-Мазурське.
Від 1975 року до адміністративно-територіальної реформи 1998 року належало до Сувалцького воєводства.